# 돈 로치
돈 미첼 로치(Donn Mitchell Roach, 1989년 12월 14일 ~ )는 전 미국 출신의 야구 선수이다.

## 미국 프로야구 시절
2014년 샌디에이고 파드리스에 입단하였다.

## 한국 프로야구 시절

### KT 위즈시절
2017년부터 조쉬 로위, 트래비스 밴와트를 대체할 투수로 영입되었다.

## 미국 프로야구 복귀
2018년에 시카고 화이트삭스에 입단하였다.

## 일본 프로야구 시절
2018년에 오릭스 버펄로스에 입단하였다.

## 대만 프로야구 시절
2020년에 퉁이 라이온스에 입단하였다.